# چاوژو
چاوژو (به لاتین: Chaozhou) یک شهر مرکزی در جمهوری خلق چین است که در گوانگ‌دونگ واقع شده‌است.

## خصوصیات
چاوژو ۳٬۱۱۰ کیلومترمربع مساحت و ۲٬۶۶۹٬۸۴۴ نفر جمعیت دارد و ۰–۱٬۴۹۷٫۵ متر بالاتر از سطح دریا واقع شده‌است.

## خواهرخوانده
شهر بانکوک خواهرخواندهٔ چاوژو هست.